# Saint-Thonan
Saint-Thonan (bretonisch Sant-Tonan) ist eine französische Gemeinde im Département Finistère im Westen der Bretagne mit 1943 Einwohnern (Stand: 1. Januar 2022). Sie gehört zum Arrondissement Brest und ist Mitglied im Gemeindeverband Communauté d’agglomération du pays de Landerneau-Daoulas. Die Bewohner werden Saint-Thonanais und Saint-Thonanaises genannt.

## Geografie

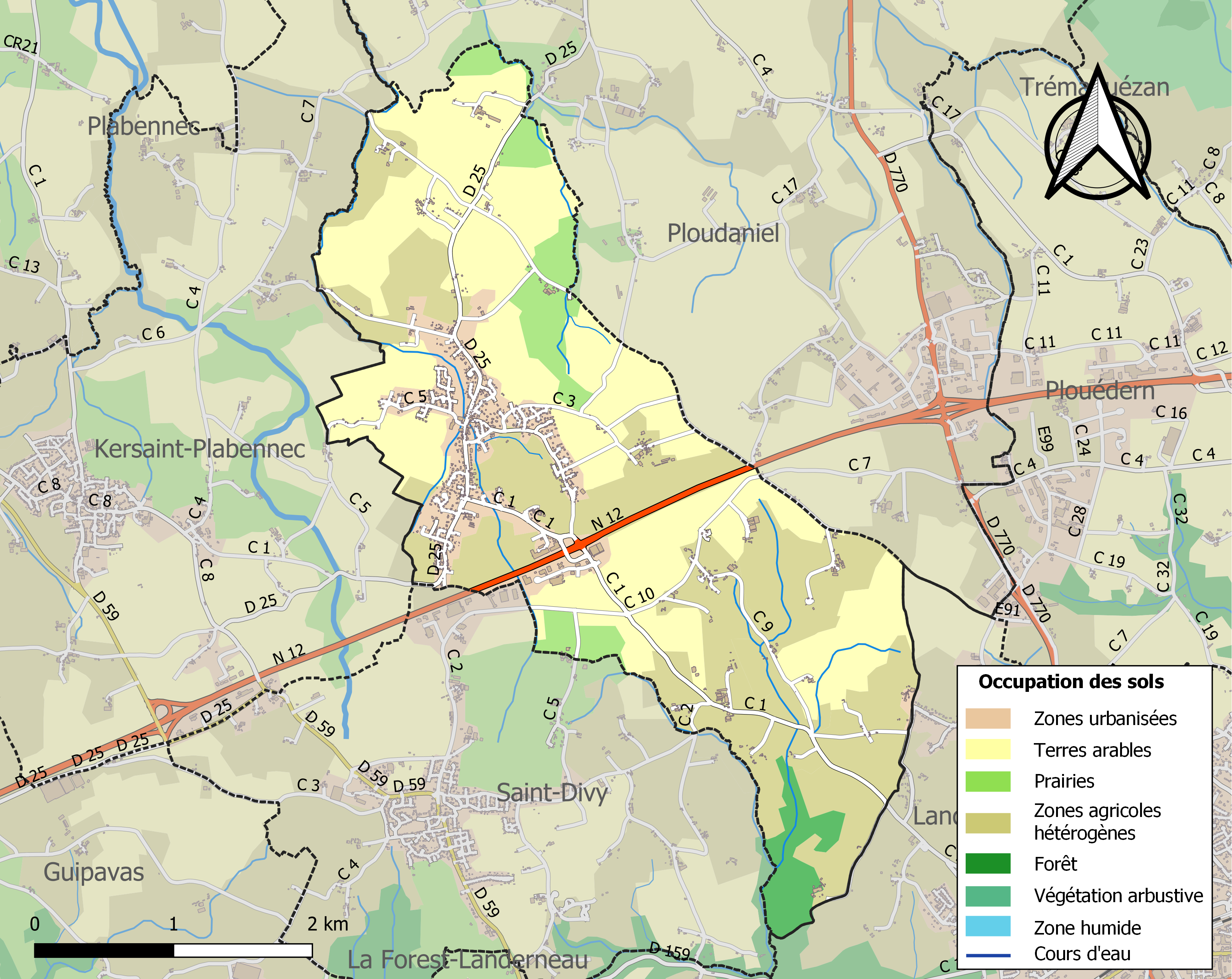
Bodennutzung, Hydrografie und Infrastruktur der Gemeinde (2018)

Saint-Thonan befindet sich in der historischen Provinz Pays de Léon, etwa 15 Kilometer nordöstlich von Brest. Die Gemeindefläche wird von einem Teil des Léon-Plateaus gebildet, dessen Höhe etwa hundert Meter beträgt. Der höchste Punkt liegt auf 109 m in der Nähe des Weilers Guichegu im östlichen Teil. Das Zentrum liegt etwa 85 m über dem Meeresspiegel. Der nördliche Teil des Gemeindegebiets fällt im Tal eines Baches, einem kleinen Nebenfluss des Aber Wrac’h, nordwestlich des Weilers Pentraon auf 61 m ab. Im Südlichen Teil entspringen kleinere Bäche, die in Richtung des Küstenflusses Élorn abfließen.
Die traditionelle Agrarlandschaft ist das Bocage mit in zahlreichen Weilern verstreuten Lebensräumen, die vor Ort Dörfer genannt werden.
Das Gebiet von Saint-Thonan ist Teil der ZNIEFF-Naturzone „Forêt de Landerneau“ (530010393). Etwa 86 % der Fläche der Gemeinde werden landwirtschaftlich genutzt, etwa 3 % sind bewaldet, vor allem im Süden entlang der Wasserläufe.
Umgeben wird Saint-Thonan von den vier Nachbargemeinden:
|                    | Ploudaniel                                  |            |
| Kersaint-Plabennec | Kompassrose, die auf Nachbargemeinden zeigt |            |
|                    | Saint-Divy                                  | Landerneau |

## Geschichte
Saint-Thonan stammt offenbar von Saint Donan, einem irischen Mönch, der im 14. Jahrhundert als Sankt Donnanus erwähnt wurde. Im 15. Jahrhundert war Saint-Thonan eine Filialgemeinde des Priorats der Pfarrei La Forest-Landerneau. Folgende Bezeichnungen sind in den Schriften zu finden: Sanctus Honanus (1467 und 1487), Sainct Honan (1516), Sainctonan und Santonan (1618) und Saint Thomas (1793).

## Bevölkerungsentwicklung
| Jahr                       | 1962 | 1968 | 1975 | 1982 | 1990 | 1999 | 2006 | 2013 | 2020 |
| Einwohner                  | 563  | 527  | 583  | 769  | 1083 | 1165 | 1303 | 1568 | 1916 |
| Quellen: Cassini und INSEE |      |      |      |      |      |      |      |      |      |

## Sehenswürdigkeiten
- Pfarrkirche Saint-Nicolas, zwischen 1876 und 1879 im Neugotischen Stil erbaut, Glockenturm im Jahre 1885
- Kapelle Saint-Herbot und ihr Calvaire aus dem 16. Jahrhundert
- Herrenhaus Botiguéry mit Ursprüngen aus dem 15. Jahrhundert
- Herrenhaus Pen-ar-Quinquis, ein Neubau aus den 1970er Jahren
- Mehrere Kreuze und Calvaires

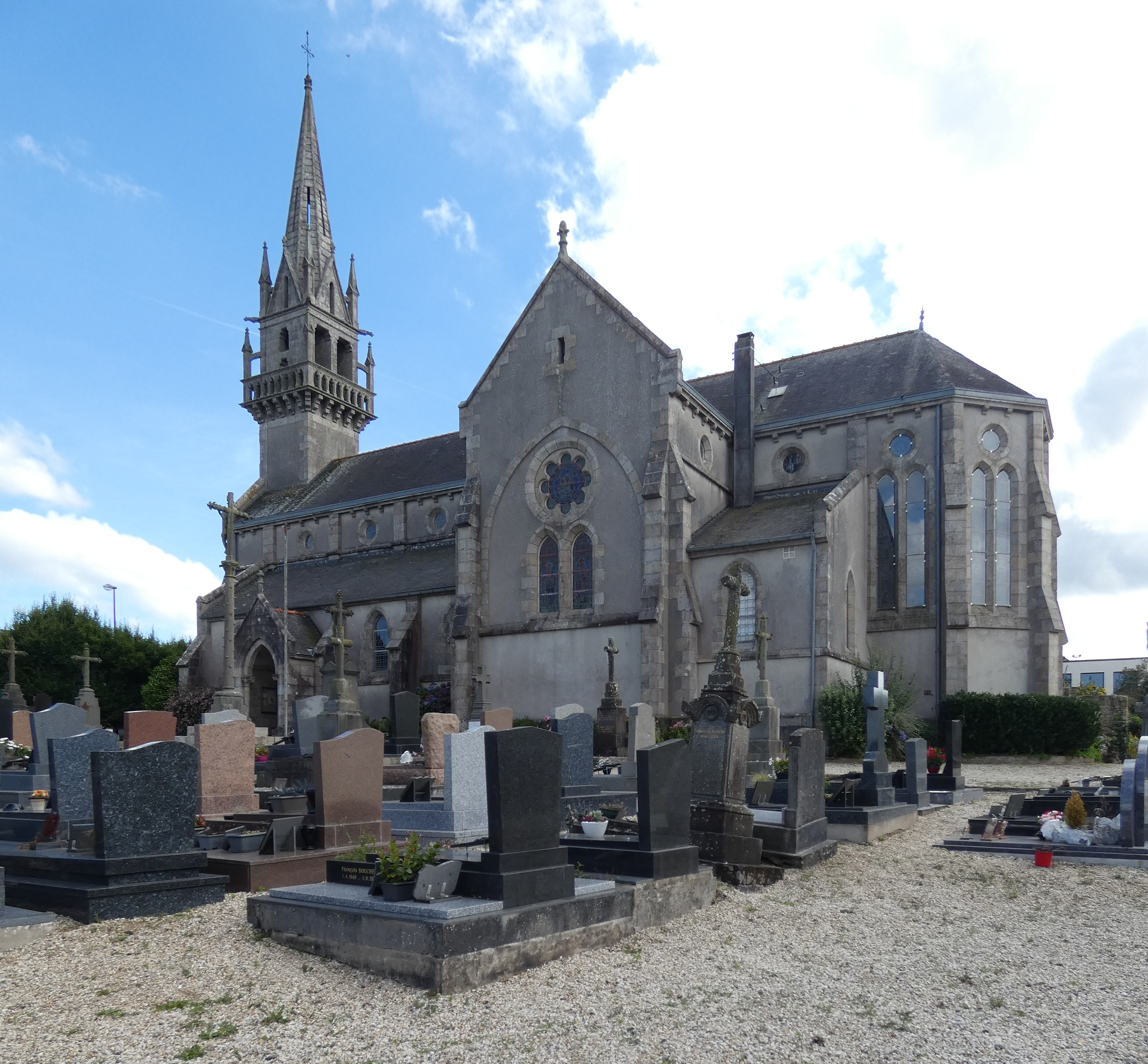
Pfarrkirche Saint-Nicolas, Nordseite
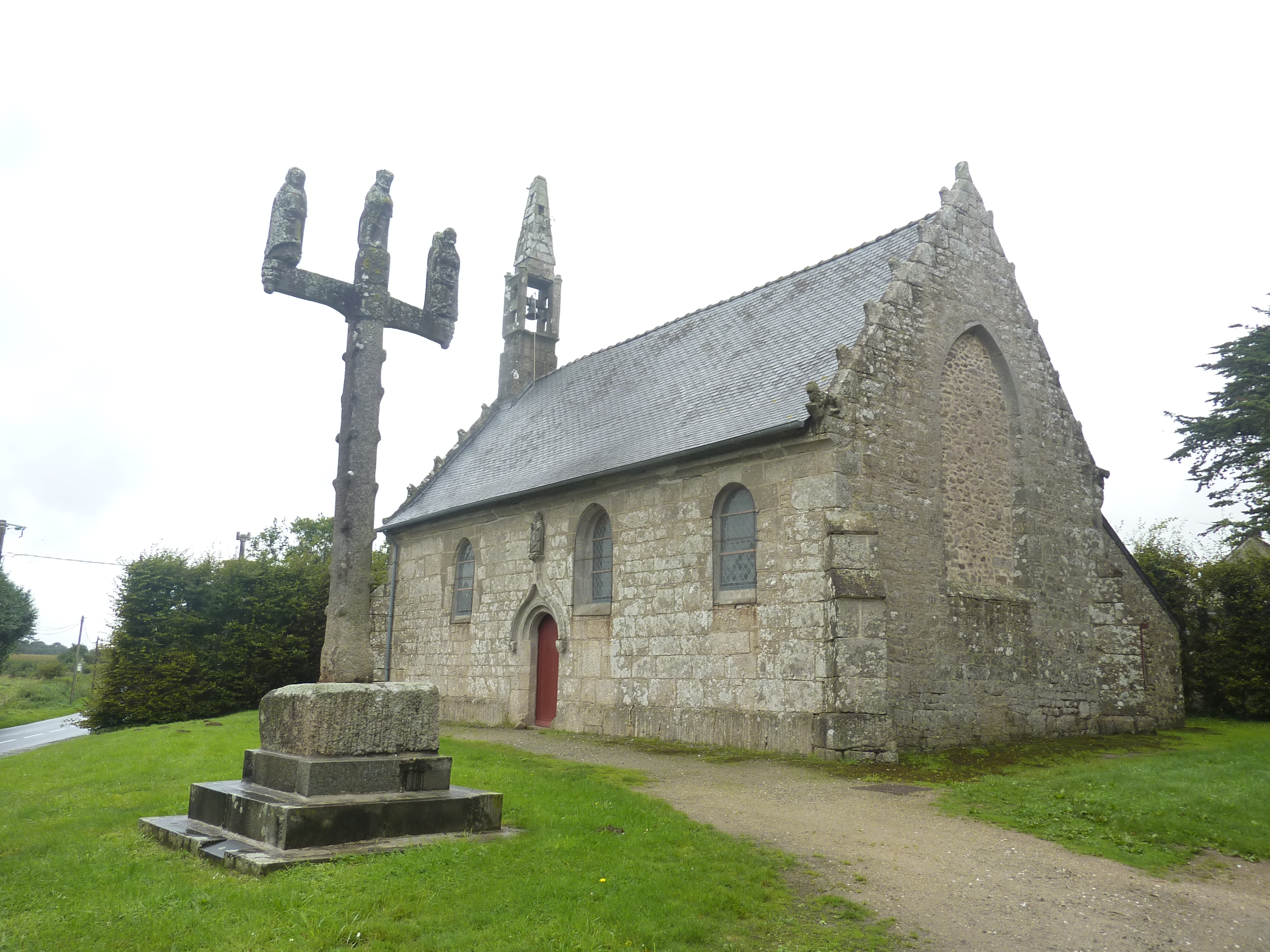
Kapelle Saint-Herbot

## Verkehr
Die Gemeinde besitzt eine Anschlussstelle an der autobahnähnlich ausgebauten Route nationale 12 von Paris nach Brest, die sie südlich des Zentrums von Ost nach West durchquert. Busse einer Linie der regionalen Transportgesellschaft BreizhGo bedienen sieben Haltestelle im Zentrum von Saint-Thonan und verschiedenen Weilern und verbinden die Gemeinde mit Brest und Ploudaniel.